# Argopecten aequisulcatus
Argopecten aequisulcatus är en musselart som först beskrevs av Carpenter 1864.  Argopecten aequisulcatus ingår i släktet Argopecten och familjen kammusslor. Inga underarter finns listade i Catalogue of Life.